# Bahnhof Brandenburg-Altstadt
Der Bahnhof Brandenburg-Altstadt ist ein Bahnhof in der Stadt Brandenburg an der Havel. Er liegt als ehemals wichtiger Verkehrshalt an der heutigen Bahnstrecke Brandenburg–Rathenow der ehemaligen Brandenburgischen Städtebahn. Als bedeutender Güterbahnhof gehen von ihm mehrere Seitenstrecken zu Industriegebieten und Hafenanlagen in der Stadt ab. Vom ersten Jahrzehnt bis zur Mitte des 20. Jahrhunderts war er zusätzlich Endbahnhof einer Linie der Westhavelländischen Kreisbahnen.

## Geschichte
Der Bahnhof Altstadt wurde 1904 an das deutsche Eisenbahnnetz angeschlossen. Die im Jahr 1901 gegründete Brandenburgische Städtebahn AG eröffnete am 25. März 1904 den Verkehr auf der Strecke Treuenbrietzen–Belzig–Brandenburg–Rathenow–Neustadt (Dosse), der Brandenburgische Städtebahn. Der Bahnhof Altstadt wurde zu einem der bedeutendsten Halte dieser. So war er der größte Personen- und Güterbahnhof der Stadt auf dieser Verbindung. Als Umstiegsbahnhof gewann er an Bedeutung, als nur ein halbes Jahr nach Eröffnung der Städtebahn die Westhavelländischen Kreisbahnen angebunden wurde. Vom Altstädtischen Bahnhof führte die Strecke Brandenburg–Brielow–Radewege–Butzow–Ketzür–Weseram–Roskow mit Anschluss nach Nauen. Anschluss zur Staatsbahn bekam die Städtebahn im direkt neben dem Staatsbahnhof gelegenen Bahnhof Brandenburg Neustadt, heute Teil des Hauptbahnhofs Brandenburg.

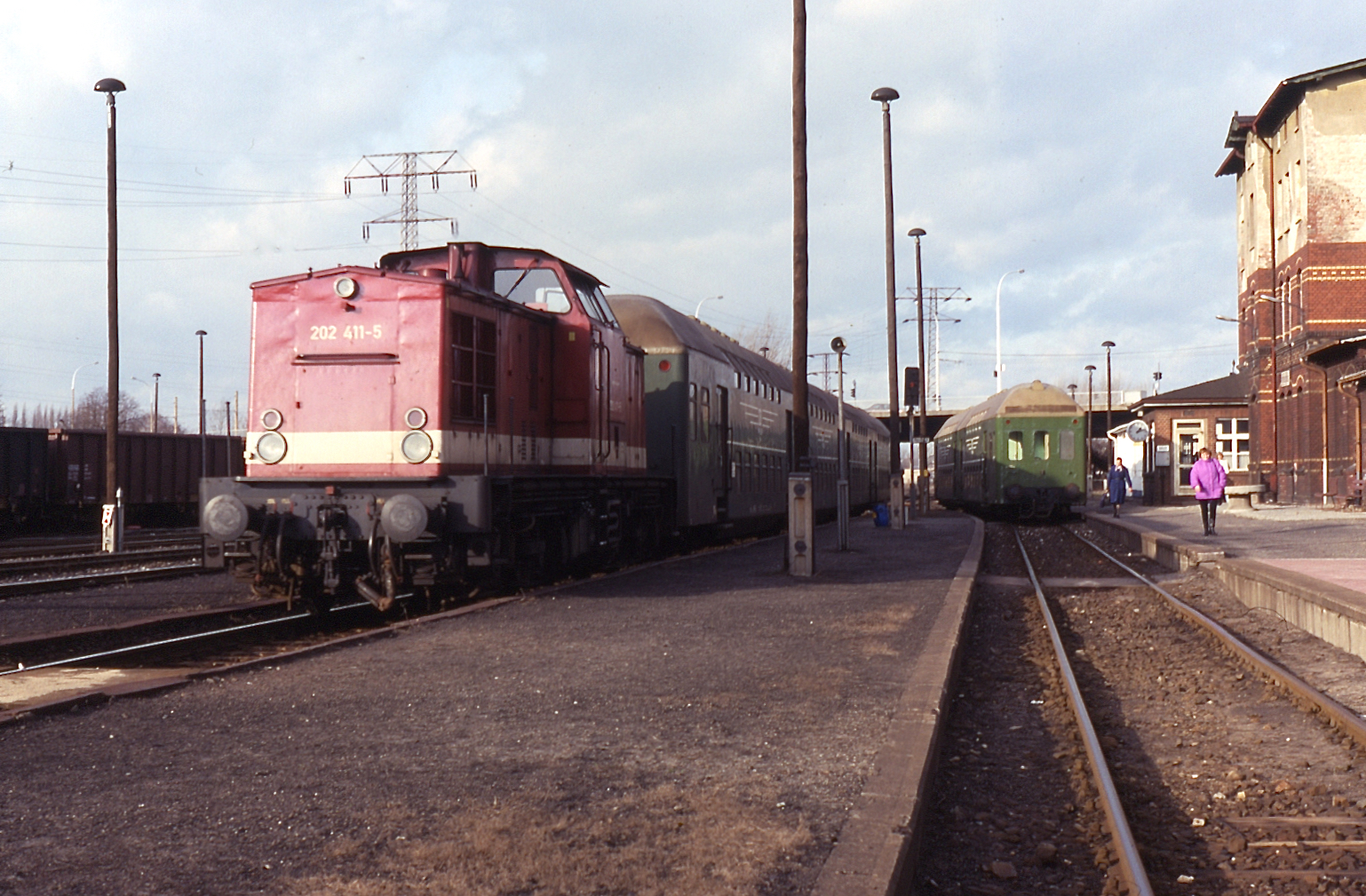
Kreuzung zweier Personenzüge, 1993

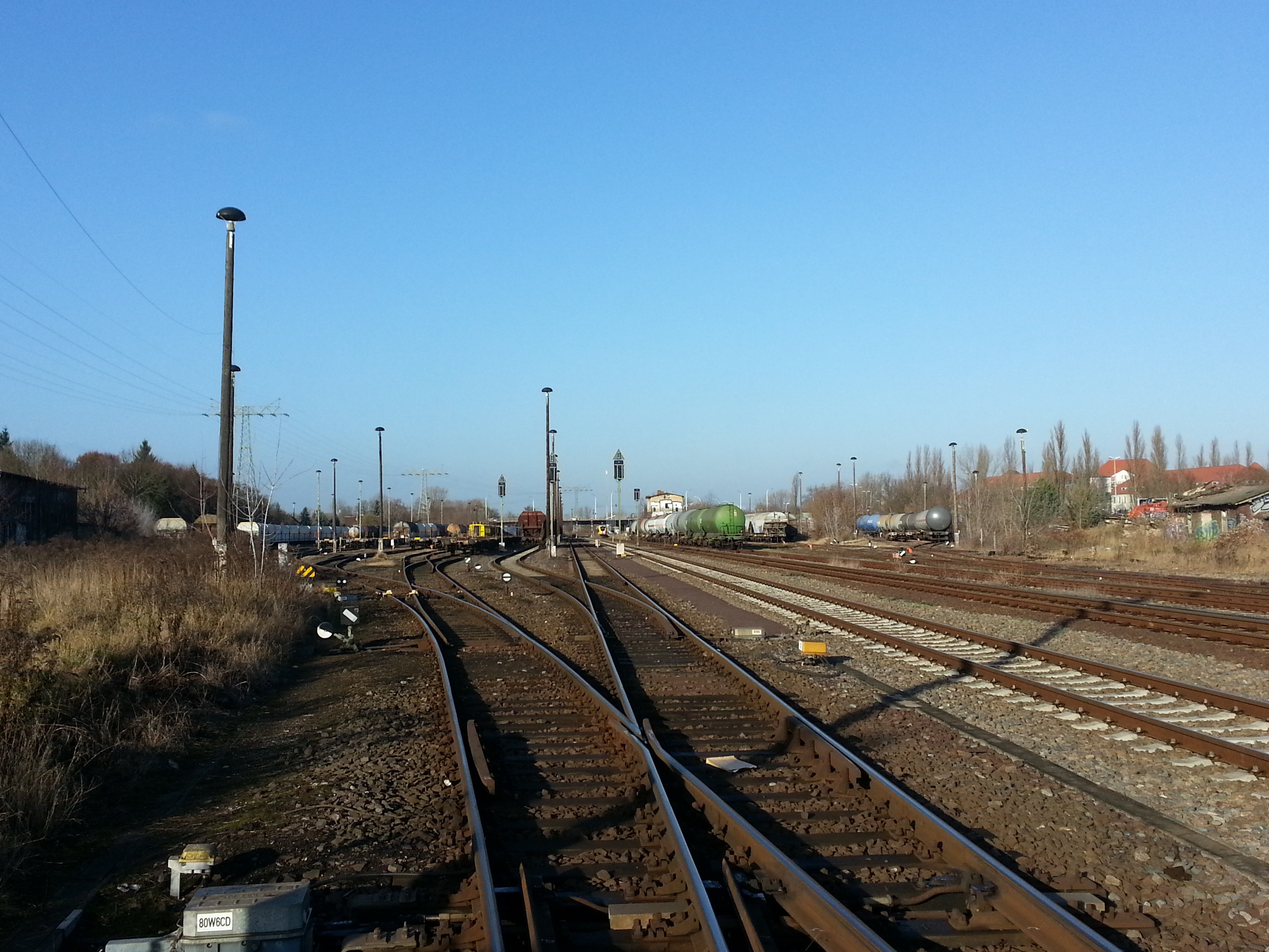
Güterverkehr im Bahnhof, 2014

Die Bedeutung des Altstädtischen Bahnhofs nahm im Zuge der fortschreitenden Industrialisierung weiter zu. Nördlich wurde der Silokanal, ein bedeutender Schifffahrtsweg auf der Unteren Havelwasserstraße angelegt. Im Verlauf wurden an ihm wichtige Hafen- und Industrieanlagen wie das Stahl- und Walzwerk Brandenburg und das Opelwerk Brandenburg errichtet. Mehrere Anschlussbahnen für den Güterverkehr gingen vom Bahnhof Altstadt ab. So führte beispielsweise eine weitere Verbindung zum später errichteten militärischen Flugplatz Brandenburg-Briest und zum Zuchthaus Brandenburg-Görden beziehungsweise der späteren Justizvollzugsanstalt, eine andere zum Getriebewerk (heute Teil der ZF Friedrichshafen).

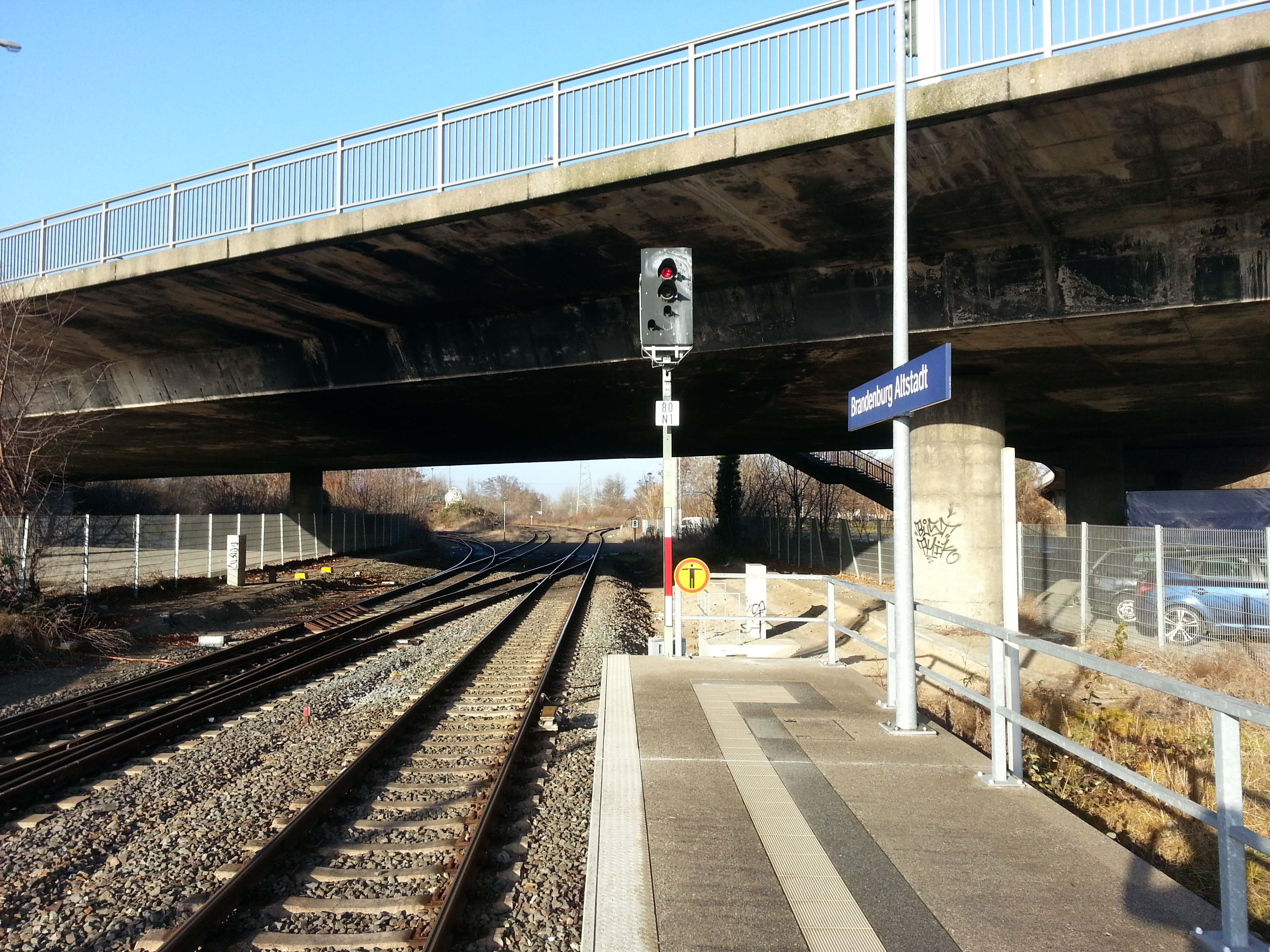
Nördliche Gleisanschlüsse: hinten rechts abgehend das Gleis der ehemaligen Westhavelländischen Kreisbahnen, hinten links die Städtebahn nach Rathenow, links außen Anschlussgleise für Stadthafen und Stahlwerk. Über den Bahnhofskopf führte die Brücke des 20. Jahrestages der DDR.

Nach dem Zweiten Weltkrieg war aufgrund der Zerstörung der Brücken über den Silokanal der Verkehr auf der Strecke der Westhavelländischen Kreisbahnen eingeschränkt. Die Linie endete am neu geschaffenen Haltepunkt Silokanalbrücke, der Bahnhof Brandenburg-Altstadt wurde nicht mehr erreicht. 1966 wurde der Personenverkehr auf dieser Strecke ganz eingestellt. Die Gleisanlagen wurden hinter Brielow Ausbau zurückgebaut und dienen bis dorthin nur noch dem Güterverkehr, der vom Bahnhof Altstadt aus über die wiederaufgebaute Silokanalbrücke fährt. Im Personenverkehr wurde Brandenburg-Altstadt in den 1970er und 1980er Jahren von etwa zwölf Zugpaaren am Tag zwischen Brandenburg Hauptbahnhof und Rathenow bedient. Hinzu kamen einige Züge zu den Schichtwechselzeiten des Stahl- und Walzwerkes, die vom Altstadtbahnhof direkt in Richtung Belzig fuhren, ohne den Brandenburger Hauptbahnhof zu bedienen.
Nach der politischen Wende 1989/1990 kam es in der Stadt Brandenburg zu einer weitgehenden Deindustrialisierung. Das Stahl- und Walzwerk wurde aufgelöst, nur ein kleiner Betriebsteil, das Elektrostahlwerk, an den Riva-Konzern verkauft und weiter betrieben. Der Flugplatz Brandenburg-Briest wurde stillgelegt. Dies führte in den 1990er Jahren zu einem starken Rückgang im Güterverkehrsaufkommen. Jedoch wurden in der Folge auch neue Industriebetriebe angesiedelt und beispielsweise ein Recyclingwerk und ein Werk der Heidelberger Druckmaschinen errichtet und der städtische Industriehafen ausgebaut, die wiederum an das Schienennetz über den Bahnhof angebunden wurden. Darüber erfolgte eine leichte Erholung im Verkehrsaufkommen.
Am 30. November 2003 wurde der Streckenabschnitt der Städtebahn zwischen Rathenow Nord und Neustadt (Dosse) und am 13. Dezember 2003 der Abschnitt zwischen Belzig und Brandenburg außer Betrieb gesetzt. Bereits im Jahr 1997 wurde die Strecke vom Bahnhof Altstadt zum Betriebsbahnhof Brandenburg Süd stillgelegt, über die direkte Fahrten in Richtung Belzig ohne Bedienung des Brandenburger Hauptbahnhofs möglich waren. Der Abschnitt Rathenow–Rathenow Nord wurde zum 14. Dezember 2005 aufgegeben, womit Personenzüge nur noch auf dem rekonstruierten Streckenabschnitt Brandenburg–Rathenow verkehren, an dem der Bahnhof Brandenburg-Altstadt liegt. Der Abschnitt Brandenburg–Rathenow Nord war von 2003 bis 2005 für 55 Millionen Euro saniert worden und am 27. Juni 2005 wieder in Betrieb genommen.
Im September 2007 gewann die Ostseeland Verkehr GmbH das durch den VBB eingeleitete Interessenbekundungsverfahren zum Betrieb des Streckenabschnittes Rathenow–Brandenburg (Havel) (RB51). Von Dezember 2007 bis Dezember 2011 betrieb sie die Strecke als MR51 mit Fahrzeugen vom Typ Desiro. Seit Dezember 2011 verkehrt nun nach erneuter Ausschreibung die Ostdeutsche Eisenbahn die Linie zunächst als OE51 mit fabrikneuen Stadler GTW. Zum Fahrplanwechsel am 9. Dezember 2012 wurde die Linienbezeichnung zu RB51 vereinheitlicht, die Linie wird weiterhin von der Ostdeutschen Eisenbahn betrieben.

## Ehemalige Hochbauten

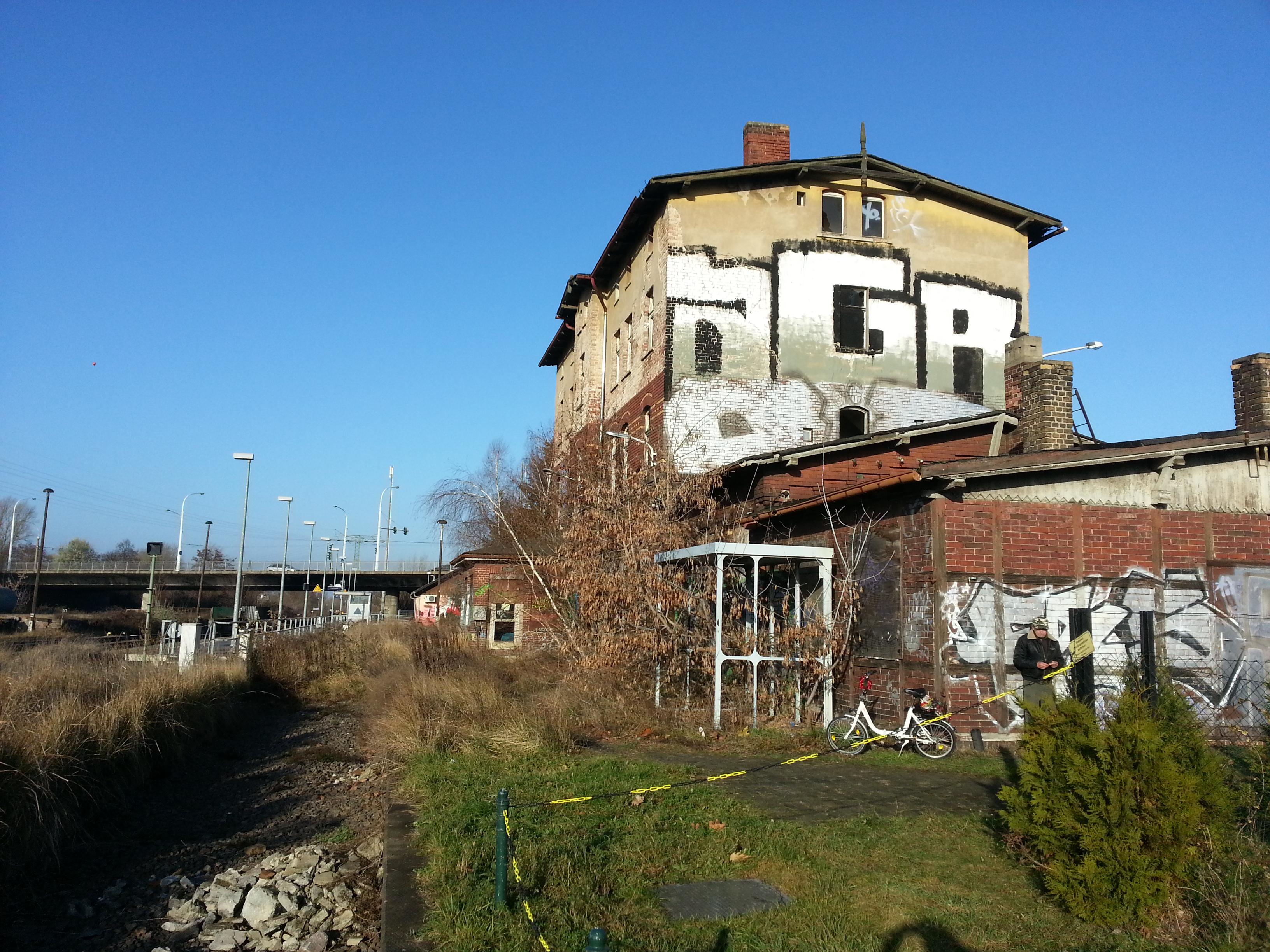
Gleisseite des Empfangsgebäudes

Das ehemalige, heute nicht mehr genutzte Empfangsgebäude des Bahnhofs steht leer. Es ist vierstöckig. Die unteren zwei Stockwerke sind mit roten Klinkern gemauert, zwischen die einige gelbe Klinker als Schmuckelemente zwischengeschaltet sind. Die Fenster der unteren Stockwerke sind segmentbogig gestaltet. in den oberen beiden Stockwerken ist das Mauerwerk grau verputzt. Die Fenster sind rechteckig. Der Eingang von der Straßenseite befindet sich in einem schmalen Mittelrisalit. Das Dach des Gebäudes ist ein flaches Satteldach. Der Mittelrisalit verfügt über eine eigene Überdachung mit einem flachen Spitzgiebel. Bei einem Dachstuhlbrand am 4. Februar 2025 wurde das Empfangsgebäude stark beschädigt und stürzte teilweise ein.
Die Gleisseite des Eingangsgebäudes ist ähnlich der Straßenseite gestaltet. Unterschied ist ein einstöckiger Vorbau am Gebäudeausgang mit flachem Pultdach. Ein ebenfalls eingeschossiger Anbau befindet sich auf der Nordseite des Gebäudes. Südlich gibt es zwei Anbauten, die zumindest teilweise als Schuppen genutzt wurden. Diese sind ebenfalls mit roten Ziegelsteinen gemauert.

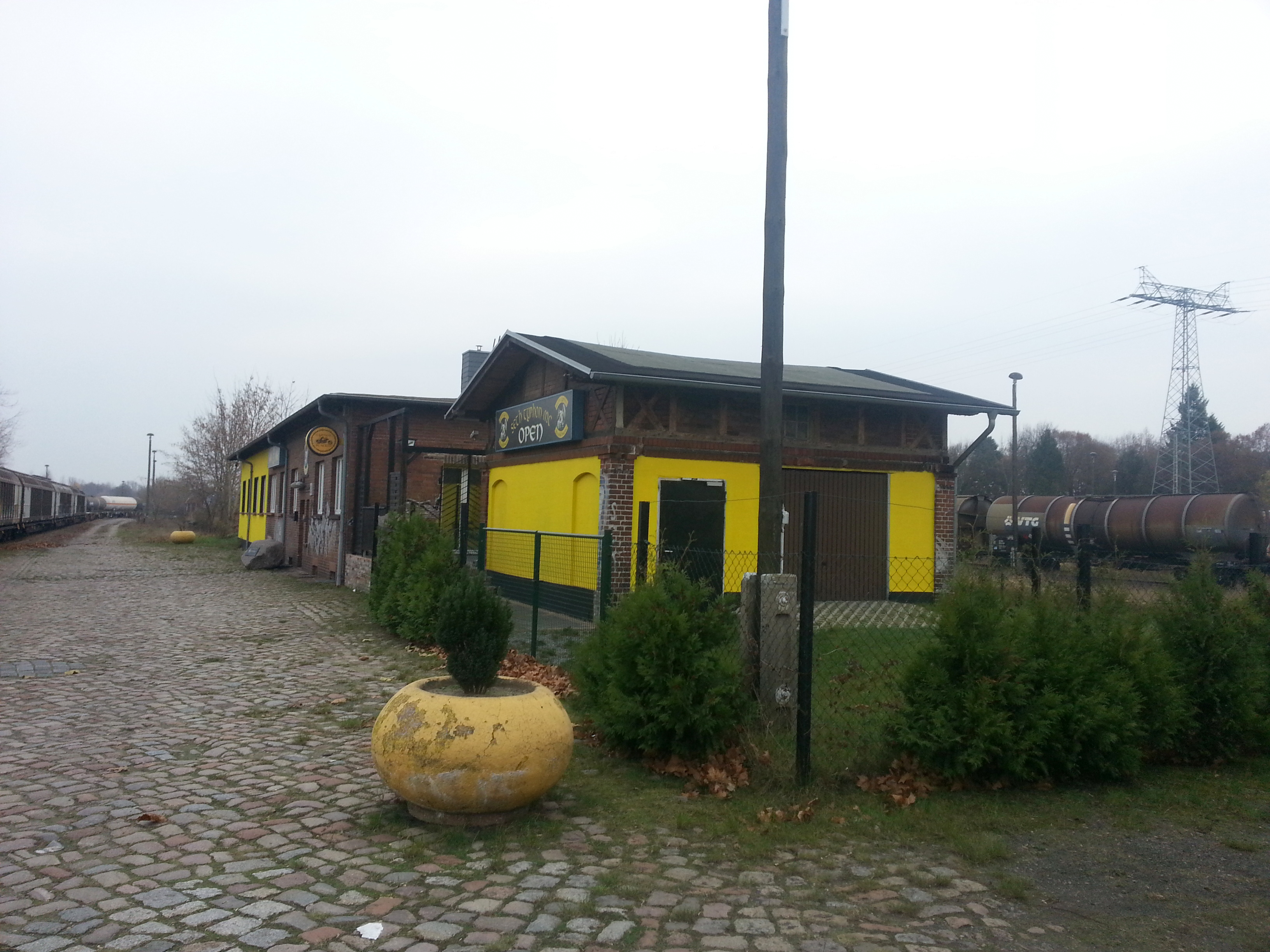
Bahnhofsschuppen

Weitere, teilweise einzeln stehende Bahnhofsschuppen befinden sich südlich des Eingangsgebäudes. Diese werden unter anderem als Clubräume eines Motorradclubs genutzt.

## Heutige Infrastruktur

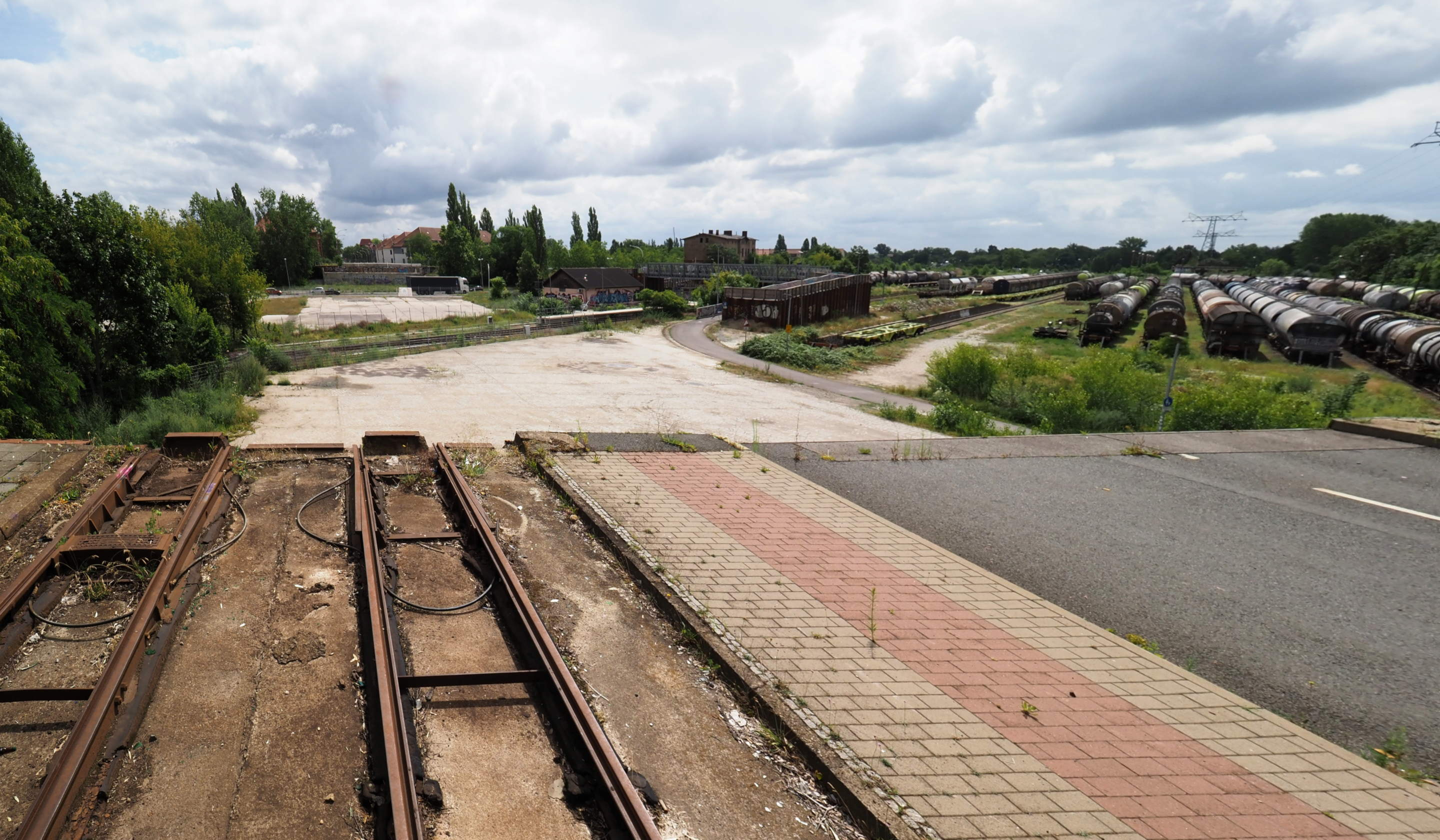
Seit 2021 ist die Brücke der Bundesstraße 1 abgerissen, eine Behelfsbrücke für Fußgänger näher am Bahnhof gebaut.

Bei der Sanierung der Bahnstrecke Brandenburg-Rathenow 2003 bis 2005 wurde der Bahnhof Altstadt umgebaut. Es gibt seither nur noch ein Bahnsteiggleis. Mehr als zwanzig weitere Gleise sind dem Durchgangs- und Güterverkehr vorbehalten. Das alte Empfangsgebäude ist ungenutzt. Der Bahnsteig wurde erhöht, um ein Ein- und Aussteigen auf dem Niveau der verkehrenden Triebwagen zu ermöglichen. Es existiert ein Unterstand, der in Glasbauweise aufgestellt wurde. Der Zugang zum alten Empfangsgebäude mit Wartehalle und Fahrkartenausgabe ist versperrt. Der Bahnsteig wird unmittelbar von der Zanderstraße (Bundesstraße 1 und Bundesstraße 102) erreicht. Abweichend von der betrieblichen Bezeichnung wird die Verkehrsstation von DB Station&Service teilweise ohne Bindestrich als Brandenburg Altstadt aufgeführt. Die Haltestelle Bahnhof Altstadt der Brandenburger Straßenbahn an der Magdeburger Landstraße oberhalb des Bahnhofs wird derzeit nicht bedient. Im Nachtverkehr wird dieser Halt vom Nachtbus N2 angefahren. In der Zanderstraße vor dem Bahnhof befindet sich eine Haltestelle, die von der Buslinie K der Verkehrsbetriebe Brandenburg an der Havel bedient wird. In unmittelbarer Nähe des Bahnhofs befinden sich das Amtsgericht Brandenburg, der Campus der Technischen Hochschule Brandenburg und zwei Industriegebiete.

## Verkehrsanbindung
Der Bahnhof wird aktuell einzig von der Regionalbahn-Linie RB 51 der Ostdeutschen Eisenbahn bedient, welche im Stundentakt zwischen Brandenburg und Rathenow verkehrt.
| Linie                    | Verlauf                                                                                     | Takt (min) | EVU                   |
| ------------------------ | ------------------------------------------------------------------------------------------- | ---------- | --------------------- |
| RB 51                    | Brandenburg Hbf – Brandenburg Altstadt – Görden – Pritzerbe – Premnitz – Mögelin – Rathenow | 60         | Ostdeutsche Eisenbahn |
| Stand: 10. Dezember 2023 |                                                                                             |            |                       |

Des Weiteren halten ausgewählte Buslinien der Verkehrsbetriebe Brandenburg an der Havel am Bahnhof.